# Psydrax obovata
Psydrax obovata là một loài thực vật có hoa trong họ Thiến thảo. Loài này được (Klotzsch ex Eckl. & Zeyh.) Bridson miêu tả khoa học đầu tiên năm 1985.